# Хмельково
Хмельково — деревня в Расловском сельском поселении Судиславского района Костромской области России.

## География
Деревня расположена у реки Пуга.

## История
Согласно Спискам населенных мест Российской империи в 1872 году деревня относилась к 2 стану Костромского уезда Костромской губернии. В ней числилось 9 дворов, проживало 23 мужчины и 28 женщин.
Согласно переписи населения 1897 года в деревне проживало 74 человека (33 мужчины и 41 женщина).
Согласно Списку населенных мест Костромской губернии в 1907 году деревня относилась к Белореченской волости Костромского уезда Костромской губернии. По сведениям волостного правления за 1907 год в ней числилось 17 крестьянских дворов и 88 жителей. Основным занятием жителей деревни, помимо земледелия, был извоз.
До муниципальной реформы 2010 года деревня входила в состав Михайловского сельского поселения Судиславского района.

## Население
| 1872 | 1897 | 1907 | 2008 | 2010 | 2014 |
| ---- | ---- | ---- | ---- | ---- | ---- |
| 51   | ↗74  | ↗88  | ↘10  | ↘5   | ↗9   |